# Джейкоб Лекгето
Джейкоб Лекгето (афр. Jacob Lekgetho;, 24 березня 1974, Совето — 9 вересня 2008, Йоганнесбург) — південноафриканський футболіст, що грав на позиції захисника.
Виступав за клуби «Морока Своллоуз» та «Локомотив» (Москва), а також національну збірну ПАР, у складі якої був учасником чемпіонату світу та кубка африканських націй.

## Клубна кар'єра
У дорослому футболі дебютував 1995 року виступами за команду «Морока Своллоуз», в якій провів шість сезонів, взявши участь у 140 матчах чемпіонату. Більшість часу, проведеного у складі «Морока Своллоуз», був основним гравцем захисту команди.
2001 року перейшов до клубу «Локомотив» (Москва), за який відіграв чотири сезони, провівши 116 матчів (з них 78 в чемпіонаті Росії) і забив 5 голів (3 в ЧР). Із «залізничниками» став чемпіоном Росії (2002, 2004), володарем Кубка (2000/01) та Суперкубка Росії (2003). Тричі включався в список 33 найкращих футболістів чемпіонату Росії (2001 — № 2, 2002 і 2003 — № 1).
Під час виступу в «Локомотиві» отримав прізвисько «Яша». Був змушений завершити кар'єру і повернутися на батьківщину внаслідок тяжкої хвороби дружини. За іншими даними, він не був одружений. Існують також дані, що одружений Бобо не був, але 10 років жив з жінкою, від якої мав дочку. Його подруга захворіла в Росії туберкульозом, але, як стверджується в деяких джерелах, головною причиною від'їзду стало не це, а те, що в 2004 році в Росії йому був поставлений діагноз СНІД.

## Виступи за збірну
28 травня 2000 року дебютував в офіційних матчах у складі національної збірної ПАР в грі проти Мальти.
У складі збірної був учасником чемпіонату світу 2002 року в Японії і Південній Кореї, але був запасним гравцем і зіграв лише в одному матчі проти Іспанії (2:3), замінивши на 83-й хвилині Квінтона Форчуна.
Через два роки був учасником Кубка африканських націй 2004 року у Тунісі, де зіграв у всіх трьох матчах, але збірна не вийшла з групи.
Останній матч за збірну зіграв 20 червня 2004 проти Гани (0:3). Протягом кар'єри у національній команді, яка тривала 5 років, провів у формі головної команди країни 25 матчів.

## Повідомлення про смерть
19 лютого 2007 року деякі російські ЗМІ повідомили про те, що Лекгето загинув в автокатастрофі. Повідомлялося також, що Юрій Сьомін і Сергій Овчинников збираються летіти на похорон в Південну Африку. Однак 20 лютого з'ясувалося, що ця інформація не відповідає дійсності.
Джейкоб Лекгето помер 9 вересня 2008 року після тривалої хвороби на 35-му році життя у місті Йоганнесбург. Причина смерті, за версією деяких російських ЗМІ, СНІД.

## Досягнення
- Чемпіон Росії (2): 2002, 2004
- Володар Кубка Росії: 2000/01
- Володар Суперкубка Росії: 2003